# Les Particularités de la pêche nationale
Série
Les Particularités de la chasse nationale
(1995) Les Particularités de la chasse nationale pendant l'hiver
(2000)
Pour plus de détails, voir Fiche technique et Distribution.
Les Particularités de la pêche nationale (Особенности национальной рыбалки, Osobennosti natsionalnoï rybalki) est un film russe réalisé par Alexandre Rogojkine, sorti en 1998,.
C'est la suite de Les Particularités de la chasse nationale sorti trois ans plus tôt.

## Synopsis
Un groupe d'amis décide d'organiser une partie de pêche. Ils partent en bateau sur le Golfe de Finlande mais, la vodka aidant, dévient de leur cours et se retrouvent finalement en Finlande, où ils poursuivent de festoyer, pensant être dans la résidence du chasseur Kouzmitch. Au matin ils se rendent compte qu'ils ont illégalement franchi la frontière et s'enfuient précipitamment, abandonnant sur place 15 cartons de vodka. Il s'agit maintenant de récupérer le précieux liquide.

## Fiche technique
Sauf indication contraire, les informations mentionnées dans cette section peuvent être confirmées par la base de données cinématographiques IMDb,  présente dans la section « Liens externes ».
- Titre français : Les Particularités de la pêche nationale[3]
- Titre original : Особенности национальной рыбалки, Osobennosti natsionalnoï rybalki
- Photographie : Valeri Martynov
- Musique : Vladislav Pantchenko
- Décors : Vladimir Kartachov, Elena Joukova
- Montage : Youlia Roumiantseva
- Pays de production :  Russie
- Langue de tournage : russe
- Format : Couleurs - Son Dolby Digital
- Durée : 94 minutes
- Genre : Comédie
- Dates de sortie :
  - Russie : 1er novembre 1998

## SérieLes Particularités...
1. 1995 : Les Particularités de la chasse nationale
2. 1998 : Les Particularités de la pêche nationale
3. 2000 : Les Particularités de la chasse nationale pendant l'hiver
4. 2003 : Les Particularités de la politique nationale